# Mon frère, ma sœur
Pour les articles homonymes, voir  Frère et Sœur.
Pour plus de détails, voir Fiche technique et Distribution.
Mon frère, ma sœur  (Mio fratello, mia sorella) est un film dramatique italien écrit et réalisé par Roberto Capucci (it) et sorti en 2021. 

## Synopsis
Les frères et sœurs Nik et Tesla sont forcés de vivre ensemble dans la maison de leur père selon son testament. Ils essaieront de surmonter leurs différences et de devenir une famille.

## Fiche technique
Sauf indication contraire, les informations mentionnées dans cette section peuvent être confirmées par la base de données cinématographiques IMDb,  présente dans la section « Liens externes ».
- Titre original : Mio fratello, mia sorella
- Titre français : Mon frère, ma sœur
- Réalisation : Roberto Capucci (it)
- Scénario : Roberto Capucci (it)
- Photographie :
- Montage :
- Musique :
- Production :
- Sociétés de production :
- Pays de production : Italie
- Langue originale : italien
- Format : couleur
- Genre : drame
- Durée : 110 minutes
- Dates de sortie[1] :
  - Netflix : 8 octobre 2021

## Distribution
Sauf indication contraire, les informations mentionnées dans cette section peuvent être confirmées par la base de données cinématographiques IMDb,  présente dans la section « Liens externes ».
- Alessandro Preziosi : Nick, le frère de Tesla
- Claudia Pandolfi : Tesla, la sœur de Nick
- Stella Egitto (it) :  Emma, l'amie de Carolina
- Ludovica Martino (it) :  Carolina, la fille de Tesla
- Francesco Cavallo (d) :  Sebastiano, le fils de Tesla
- Caterina Murino :  Giada, l'ex-fiancée de Nick
- Massimiliano Caprara (it) :  Federico (comme Max Caprara)
- Giorgia Crivello (it) :  Ambra
- Fausto Morciano (it) :  homme du chat
- Giovanni Galati (it)  :  agent de stationnement
- Maria Elena Savino (it) :  étudiante
- Alberto Morelli (it) :  professeur
- Davide Boschin : le prêtre
- Presciliana Esparolini : Tesla (voix)
- Margherita Fois :  fille du marché
- Frank Gerrish : agent de stationnement (voix)
- Helma Nocera : fille du marché
- Sofia Rania : fille du beach-volley
- Filippo Rezzi : propriétaire d'une école de kitesurf

## Récompenses et distinctions
Sauf indication contraire, les informations mentionnées dans cette section peuvent être confirmées par la base de données cinématographiques IMDb,  présente dans la section « Liens externes ».
- (en) Mon frère, ma sœur : Awards, sur l'Internet Movie Database